# Lavamöwe
Die Lavamöwe (Leucophaeus fuliginosus, Syn.: Larus fuliginosus) ist eine Art der Möwen (Larinae). Sie kommt ausschließlich auf den Galapagosinseln vor und gilt mit geschätzten 300–600 Individuen als die seltenste Möwenart weltweit. Von der IUCN wird die Art deshalb als gefährdet eingestuft.

## Merkmale
Die Lavamöwe ist eine mittelgroße Möwenart. Sie ist schlank gebaut, hat einen kurzen Hals mit einem stark zugespitzten Kopf. Die Flügel sind im Verhältnis länger und spitzer als bei den meisten anderen Möwen. Ihr Schwanz ist fächerförmig, ihre Füße tragen eine kurze und drei lange Zehen. Diese Art ist überwiegend grau gefärbt. Ihr Kopf, die Kehle und der Nacken sind dunkelbraun. Die Flügel sind dunkel- bis schiefergrau, wobei die Spitzen der Schirmfedern weiß und die Handschwingen schwarz gefärbt sind. Der Hals und die Brust haben eine mittelgraue Färbung, der Bauch ist hellgrau. Die Lavamöwe hat einen oberseits vollständig schwarzen Schwanz, die Schwanzunterseite ist weiß. Im Jugendkleid ist das Gefieder größtenteils von brauner Farbe. Die Flügel sind dunkelbraun, der übrige Körper graubraun. Die Lavamöwe besitzt einen roten Augenring, über und unter dem Auge befindet sich je ein weißer Fleck. Der Schnabel und die Füße sind in allen Kleidern des Vogels schiefergrau, die Mundhöhle ist leuchtend rot. Die Lavamöwe erreicht eine Körperlänge von 41 Zentimetern.

## Verbreitung und Lebensraum
Die Lavamöwe gehört zu den auf den Galapagosinseln endemischen Vogelarten. Verbreitungsschwerpunkte waren im Jahr 2015 die nähere Umgebung der Häfen von Santa Cruz,  Isabela und San Cristóbal, sowie die unbewohnte Insel Genovesa. Die Brut der Tiere wurde auf insgesamt 12 Inseln des Archipels beobachtet. Die Lavamöwe ist ein Standvogel. Belegt sind Flüge zwischen den Inseln des Galapagos-Archipels bis zu einer Streckenlänge von 130 Kilometern; lange Flüge über das offene Meer sind jedoch selten.
Die Lavamöwe bevorzugt sandige und kiesige Strände in der Nähe von Nahrungsquellen wie Seevögelkolonien oder Häfen. Die bisher größte Zahl von Lavamöwen wurde in der Academy Bay auf der Insel Santa Cruz registriert.

## Lebensweise

### Ernährung
Die Lavamöwe frisst hauptsächlich Fische, Krebstiere, Weichtiere und sogar Algen. In Häfen findet der Vogel auch Abfall und Aas, und folgt Fischkuttern, um ein paar Reste der Fische zu ergattern. Seltener jagt er kleine Echsen wie Geckos und junge Meerechsen.
Eine im Jahr 2015 veröffentlichte Studie von Lavamöwen auf der Insel Genovesa hebt den Kleptoparasitismus der Art hervor. Offenbar nutzen die Tiere Angriffe des Prachtfregattvogels (Fregata magnificens) auf andere Seevögel aus, um im Flug fallengelassene Beute aufzufangen oder die Verwirrung im Rahmen von Nestangriffen für den Nahrungsraub auszunutzen.

### Fortpflanzung

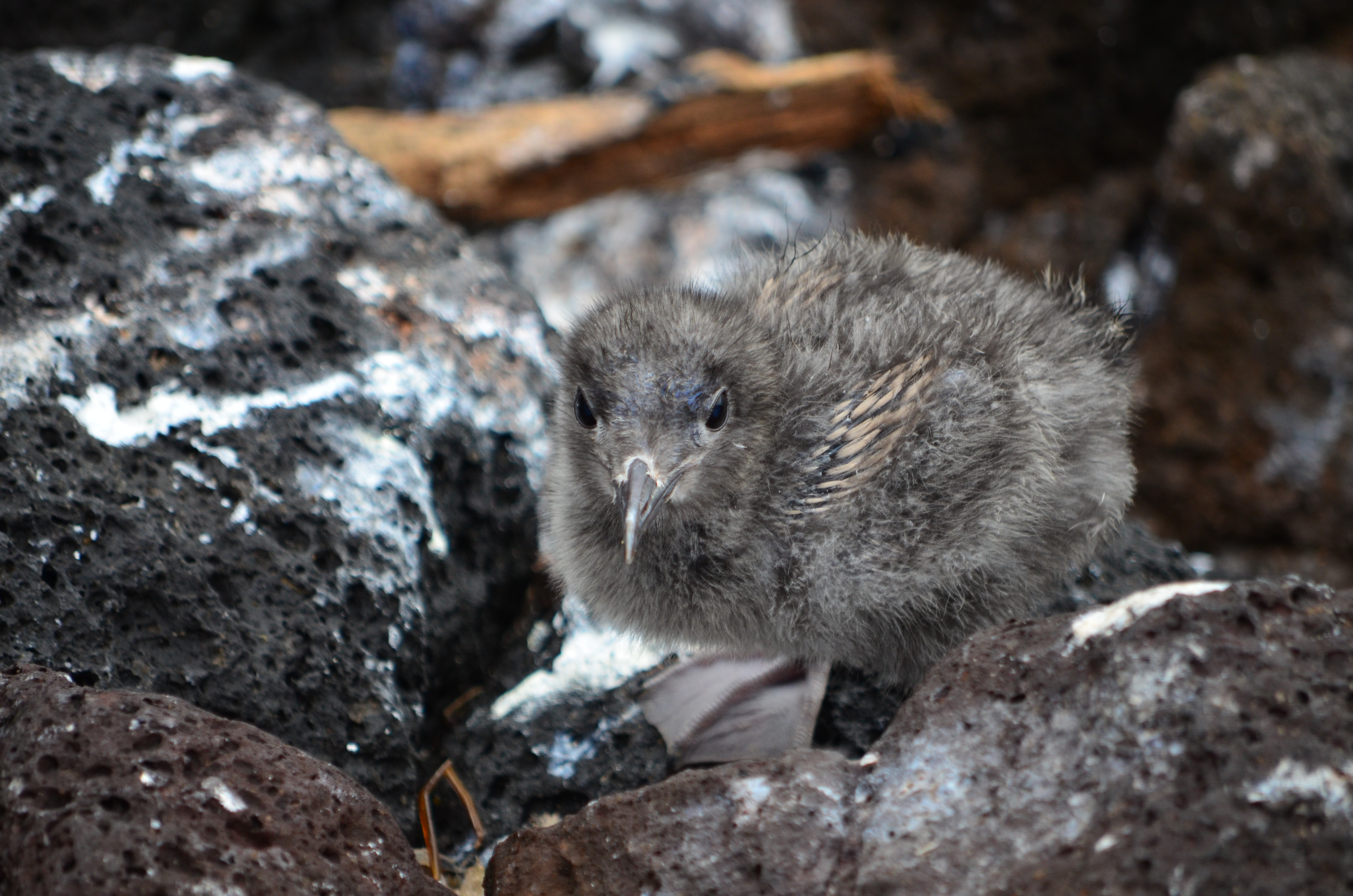
Lavamöwenküken

Die Lavamöwe brütet nicht in Kolonien, sondern vereinzelt. Dabei bevorzugt sie Sandstrände und legt das Nest in einer Entfernung von 5 bis 50 Metern von der Flutmarke an. Das Nest wird zwischen Pflanzen wie Cryptocarpus pyriformis in einer natürlichen Mulde am Boden errichtet. Es ist kegelförmig, besteht aus Erde, Abfall und Zweigen und ist mit Pflanzenteilen ausgepolstert.
Das Weibchen legt in der Regel zwei olivfarbene bis blassbraune Eier mit grauen oder dunkelbraunen Flecken, die von beiden Geschlechtern ungefähr 33 Tage lang bebrütet werden. Die Küken bleiben für die ersten 2–3 Tage in unmittelbarer Nähe des Nestes und entfernen sich danach weiter vom Nest, bleiben aber im Schutz der Vegetation. Sie bekommen von ihren Eltern hochgewürgte und vorverdaute Nahrung. Nach etwa siebeneinhalb Wochen sind die Jungvögel flügge, bleiben aber noch für fast weitere drei Wochen bei ihren Eltern. Die brütenden Vögel sind in der Brutzeit sehr wachsam und verlassen das Nest schon, wenn der potentielle Nesträuber erst einen Kilometer entfernt ist.

## Bestand und Bedrohung
Im Jahr 1963 wurde der Gesamtbestand auf 300–400 Paare geschätzt. Diese Schätzung beruhte  auf einer Zählung entlang eines Küstenabschnittes von Santa Cruz, die dann auf die gesamte Küstenlinie der Galapagosinseln hochgerechnet wurde. Da jedoch nicht die gesamte Küste geeignete Brutplätze aufweist, wurde diese Bestandszahl schon bald als zu hoch angenommen. Ausgehend von einer Populationsgröße von 78–81 Individuen im Süden von Santa Cruz und von 20–29 Individuen auf Genovesa, sowie der Annahme, dass der Bestand auf San Cristóbal und Isabela ähnlich, aber nicht doppelt so groß ist, wird heute von einem Gesamtbestand von 300–600 Individuen ausgegangen.
Natürliche Feinde der Lavamöwe sind nur ausgewachsene Meerechsen, die manchmal Nestlinge fressen. Weitere Bedrohungen sind die eingeführten Ratten, Hauskatzen und streunende Hunde.